# Valdemar Plads
Der Langdysser Valdemar Plads liegt inmitten des Vintersbølle Skov (Wald), südlich von Nyråd, in der Vordingborg Kommune auf der dänischen Insel Seeland. Er wurde während der Jungsteinzeit, etwa um 3400 v. Chr. von den Trägern der Trichterbecherkultur (TBK) errichtet. Der Dolmen ist wie die meisten Großsteingräber geplündert und erscheint als Ruine in einem mit großen Randsteinen gefassten, erodierten Hügel. Der 1844 vom späteren Direktor des Dänischen Nationalmuseums Museums Sophus Müller beschriebene Hügel wurde bereits 1868 unter Schutz gestellt. Neolithische Monumente sind Ausdruck der Kultur und Ideologie neolithischer Gesellschaften. Ihre Entstehung und Funktion gelten als Kennzeichen der sozialen Entwicklung.

## Beschreibung
Die Nordwest-Südost orientierte Megalithanlage war bereits damals ihrer beiden ganglosen Kammern, die mittig im Hügel lagen, weitgehend beraubt. Von der schmalen, rechteckigen nördlichen Kammer sind nur eine Kammerseite und ein kleiner Teil des südlichen Endsteins erhalten. Von der südlichen sind nur ein Seiten- und ein verlagerter Deckstein erhalten. Es gibt auch keine Gangöffnungen zwischen den 29 erhaltenen Randsteinen, die eine leicht trapezoiden Grundriss von etwa 18 m Länge und acht Meter Breite bilden. An jeder Längsseite befinden sich zehn Steine, und vier bzw. fünf befinden sich an der nördlichen und südlichen Schmalseite. Ein aufrecht stehender Giebelstein am nördlichen und ein umgestürzter am südlichen Ende sind besonders hoch. Sie bilden die Stevensteine des Langdyssen.
Der Deckstein der Südkammer hat eine runde, später eingravierte Vertiefung von etwa 20 Zentimeter Durchmesser und 5–7 Zentimeter Tiefe und eine schmale etwa einen Zentimeter breite umlaufende Rille. Auf dem Stein wurden im Jahre 2010 14 Schälchen erkannt, die wahrscheinlich während der Bronzezeit geschnitzt wurden, als der Stein noch auf der Kammer lag.

## Legende
Zum Stein und seiner Vertiefung gibt es verschiedenen Legenden, die sich alle auf König Valdemar beziehen. Einige besagen, dass König Valdemars Pferd unter dem Stein begraben liegt. Eine andere erzählt, dass das Loch beim nächtlichen Ritt von Vordingborg nach Gurre durch sein Pferd erzeugt wurde und die Rillenspur von König Valdemars Peitsche stammt. Eine andere Legende besagt, dass König Valdemar während einer Wildschweinjagd Wasser für einen verwundeten Jäger besorgen wollte. Sein Pferd trat so hart auf den Stein, dass Wasser aus dem Loch lief, das der König dem Jäger brachte. Später stand immer Wasser, das auch heilende Wirkung gegen Augenkrankheiten und Warzen hat, in dem Loch. Und wenn eine Münze in das Loch gelegt wird, werden Wünsche erfüllt.